# Aetheorhyncha
Aetheorhyncha is een monotypisch geslacht van orchideeën uit de onderfamilie Epidendroideae, afgesplitst van Chondrorhyncha, en nauw verwant aan Ixyophora.
Aetheorhyncha andreettae is een kleine epifytische orchidee uit natte tropische montane regenwouden van Colombia, Peru en Ecuador.

## Naamgeving en etymologie
- Synoniem: Chondrorhyncha Lindl. (1846)

De botanische naam Aetheorhyncha is afkomstig van het Oudgriekse ἀήθης, aēthēs (vreemd, anders) en ῥύγχος, rhunchos (snavel, bek), wat eerder wijst naar de verwantschap met Chondrorhyncha dan op een specifiek kenmerk van de plant.

## Kenmerken
Aetheorhyncha is een kleine epifytische plant met een sympodiale groei, oppervlakking gelijkend op Chondroscaphe, met twee rijen waaiervormige geplaatste, omgekeerd lijnlancetvormige bladeren, en een korte, okselstandige, rechtopstaande, eenbloemige bloeistengel.
De bloemen lijken op die van Chondroscaphe, maar hebben een behaarde bloemlip met een tweelobbige callus en een basale kiel. Het gynostemium draagt een afgeplat, bijna driehoekig viscidium.

## Taxonomie
Aetheorhyncha werd in 2005 beschreven door Robert Dressler. Het werd afgescheiden van Chondrorhyncha op basis van DNA-onderzoek door Whitten et al..
Het geslacht is monotypisch: het omvat één soort.

### Soort
- Aetheorhyncha andreettae (Jenny) Dressler (2005) (= Chondrorhyncha andreettae Jenny (1989))